# Exoparyphus janenschi
Exoparyphus janenschi là một loài bọ cánh cứng trong họ Cerambycidae.